# Капская синичья славка
Капская синичья славка (лат. Curruca subcaerulea) — вид новонёбных птиц из семейства славковых. Ранее был в составе рода Parisoma внутри семейства тимелиевых, но исследования морфологии, образа жизни, издаваемых звуков и мтДНК, определили, что данный таксон должен относиться к роду Sylvia. Обитают в засушливых саваннах и тропических и субтропических (низменных) засушливых кустарниковых местностях.
Известно четыре подвида:
- Curruca subcaerulea ansorgei (Zedlitz, 1921) — юго-запад и юг Анголы[2];
- Curruca subcaerulea cinerascens (Reichenow, 1902) — Намибия и Ботсвана[2];
- Curruca subcaerulea orpheana (Clancey, 1954) — запад и центральная часть Зимбабве, ЮАР (от запада Лимпопо южнее до Фри-Стейт, также Квазулу-Натал) и низменности Лесото[2];
- Curruca subcaerulea subcaerulea (Vieillot , 1817) — запад ЮАР (юго-запад Фри-Стейт и Восточно-Капской провинции)[2].